# Barst

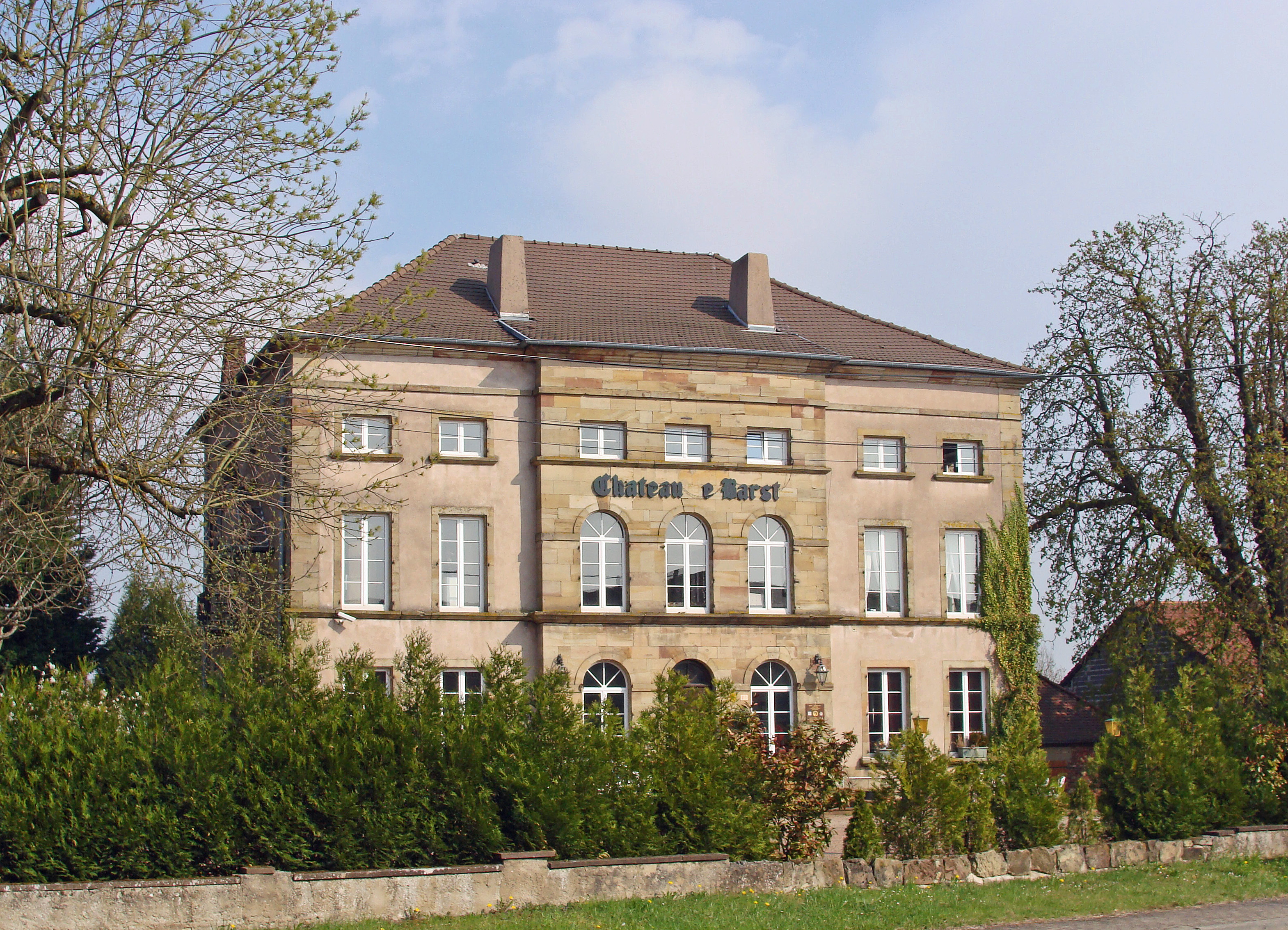
Schloss Barst (Château de Barst)

Barst ist eine französische Gemeinde mit 571 Einwohnern (Stand 1. Januar 2022) im Département Moselle in der Region Grand Est (bis 2015 Lothringen). Sie gehört zum Arrondissement Forbach-Boulay-Moselle und zum Kanton Freyming-Merlebach.

## Geographie
Die Gemeinde Barst liegt in Lothringen, 56 Kilometer östlich von Metz, 18 Kilometer südwestlich von Forbach und zehn Kilometer südöstlich von Saint-Avold (Sankt Avold) sowie acht Kilometer von der deutsch-französischen Grenze und sechs Kilometer südlich von Freyming-Merlebach (Freyming-Merlebach) entfernt.
Die Gemarkung besteht aus zwei räumlich getrennten Teilen, zwischen die sich ein zur Gemarkung Cappel gehörender Streifen schiebt. Im südlichen Teil liegt der namensgebende Ort Barst, im nördlichen der Ortsteil Marienthal am Oberlauf  der Deutschen Nied.
Nachbargemeinden sind Guenviller (Genweiler), Seingbouse (Sengbusch), Cappel, Hoste (Host), Maxstadt, Biding (Biedingen) und Macheren (Machern).

## Geschichte
Die Ortschaft gehörte früher zum Bistum Metz, einem Fürstbistum des Heiligen Römischen Reichs. Schon im Jahr 962 hatte die Metzer Abtei St. Glossinde hier Besitz. Ältere  Ortsbezeichnungen sind  Barnecheyt (875), Barcx, Barexem (962), Bacte (1093), Barth, Barnecheyt (1139), Barrex, Barrexem  (1292), Baxst (1606), Bartch, Barth, Barsch (1701) und Barst (1769).
Der Ortsteil Marienthal wurde früher  Mariendale (1682), Mariendal (18. Jh.) und Mariendhal (1779) genannt. Er hatte sich aus dem Pachthof Vorenhof entwickelt, der im 14. Jahrhundert von der Priorei Marienthal im Kanton Mersch im benachbarten Herzogtum Luxemburg angekauft worden war, und hat dadurch denselben Namen erhalten.
Durch den Frankfurter Frieden vom 10. Mai 1871 kam das Gebiet an das deutsche Reichsland Elsaß-Lothringen, und das Dorf wurde dem Kreis Forbach im Bezirk Lothringen zugeordnet. Am Ort gab es eine Nagelschmiede, eine Plüscheweberei und eine Strohhutflechterei.
Nach dem Ersten Weltkrieg musste die Region aufgrund der Bestimmungen des Versailler Vertrags 1919 an Frankreich abgetreten werden. Im Zweiten Weltkrieg war das Gebiet von der deutschen Wehrmacht besetzt, und der Ort stand bis 1944 unter deutscher Verwaltung.

### Bevölkerungsentwicklung
| 1962 | 1968 | 1975 | 1982 | 1990 | 1999 | 2006 | 2019 |
| 332  | 349  | 358  | 392  | 453  | 483  | 549  | 576  |

## Sehenswürdigkeiten
- Schloss Barst (Château de Barst), Landschloss von 1835
- Überreste der Maginot-Linie, zwei Panzer und ein rekonstruiertes Grabensystem[5]
- Beinhaus von 1824 (Monument historique)